# Ruta Nacional 157 (Argentina)
La Ruta Nacional 157 es una carretera argentina, que se encuentra en el sudeste de la Provincia de Catamarca, el oeste de la Provincia de Santiago del Estero y el sudeste de la Provincia de Tucumán. En su recorrido de 310 kilómetros asfaltados une la Ruta Nacional 60 en el km 940, y el puente sobre el Canal Sur en la ciudad de San Miguel de Tucumán.

## Localidades
Las ciudades y pueblos por los que pasa esta ruta de sur a norte son las siguientes (los pueblos con menos de 5000 hab. figuran en itálica).

### Provincia de Catamarca
Recorrido: 101 km (km 940 a 1041).
- Departamento La Paz: Recreo (km 970), San Antonio (km 1008) y Quirós (km 1027).

### Provincia de Santiago del Estero
Recorrido: 86 km (km 1041 a 1127).
- Departamento Choya: Frías (km 1047) y Tapso (km 1071).

- Departamento Guasayán: Lavalle (km 1095) y San Pedro (km 1122).

### Provincia de Tucumán
Recorrido: 123 km (km 1127 a 1250).
- Departamento Graneros: Taco Ralo (km 1137) y Lamadrid (km 1159).

- Departamento Simoca: Monteagudo (km 1175) y Simoca (km 1205).

- Departamento Leales: Río Colorado (km 1217), Bella Vista (km 1232) y García Fernández (km 1241).

- Departamento Lules: no hay poblaciones.

- Departamento Capital: San Miguel de Tucumán (km 1250).

## Historia
Originalmente esta carretera unía la Ruta Nacional 60 con la Ruta Nacional 64 en el pueblo santiagueño de Lavalle. En la primera mitad de la década de 1970 
la Provincia de Santiago del Estero cedió al Estado Nacional la Ruta Provincial 10 al norte de Lavalle, mientras que la Provincia de Tucumán hizo lo mismo con la Ruta Provincial 301 al sur de Bella Vista.
El Decreto Nacional 1595 del año 1979 prescribió que la Provincia de Tucumán debía transferir el resto de la Ruta Provincial 301 entre Bella Vista y San Miguel de Tucumán a la jurisdicción nacional. En 2021 durante la gestión Fernández 
Vialidad Nacional finalizó los trabajos de repavimentación de la Ruta Nacional 157, en el tramo entre el empalme con la Ruta Provincial 329, en la localidad de Monteagudo, y la ciudad de San Miguel de Tucumán. Los trabajos incluyeron importantes obras de seguridad vial, la construcción de refugios, dársenas y ensanche del puente sobre el arroyo El Estero, además de nuevos accesos y pasos peatonales. La obra brinda una mayor seguridad y acorta los tiempos de viaje hacia el sur de la provincia. Además, permite agilizar el movimiento turístico y dar mayor competitividad a la producción azucarera, citrícola y del bioetanol tucumanos.